# Pravna fakulteta v Beogradu
Pravna fakulteta (izvirno srbsko Правни факултет у Београду), s sedežem v Beogradu, je fakulteta, ki je članica Univerze v Beogradu.